# James Bland (Sänger)
James Bland (15. März 1798 – 17. Juli 1861) war ein englischer Opernsänger (Tenor).

## Leben
Bland, der Sohn der Opernsängerin Maria Theresa Bland und des Schauspielers Georg Bland war über viele Jahre als Bass-Buffo sehr erfolgreich in London tätig. Er sang 1826 am Lyceum Theatre in der Oper Oracle von Peter von Winter und war auch viele Jahre am Drury Lane Theatre beschäftigt und trat zudem am Londoner Strand Theatre, in Ballad Operas und in Operetten auf.
Bland starb unerwartet 1861 beim Betreten des Strand Theatre.
Sein Bruder Charles Bland wurde ebenfalls Opernsänger.